# 圣普列斯特-莱富热尔
圣普列斯特-莱富热尔（法語：Saint-Priest-les-Fougères，法語發音：[sɛ̃ pʁijɛ(st) le fuʒɛʁ]）是法国多尔多涅省的一个市镇，位于该省北部，属于农特龙区。该市镇总面积20.86平方公里，2009年时的人口为393人。

## 人口
圣普列斯特-莱富热尔人口变化图示